# Anatanais novaezealandiae
Anatanais novaezealandiae är en kräftdjursart som först beskrevs av Thomson 1879.  Anatanais novaezealandiae ingår i släktet Anatanais och familjen Tanaidae. Inga underarter finns listade i Catalogue of Life.